# John Rechy
John Rechy (* 10. března 1931) je americký spisovatel.
Narodil se v roce 1931 (dříve chybně uváděno 1934) v El Pasu v Texasu mexickým rodičům. Poté, co získal bakalářský titul z angličtiny na tamní univerzitě, vstoupil do armády; po propuštění pokračoval ve studiu na Kolumbijské univerzitě v New Yorku. Debutoval v roce 1963 románem City of Night, který se stal bestsellerem; vypravěčem je mladý prostitut a děj se odehrává v podsvětí New Yorku, New Orleans a obzvlášť Los Angeles, vypráví příběhy gay a transgenderových lidí. Jde o Rechyho jedinou knihu, která byla přeložena do češtiny (Město noci, Maťa, 2000).
Mezi jeho další romány patří Numbers (1967), Rushes (1979) a Marilyn's Daughter (1988). Rovněž je autorem experimentální faktografické knihy The Sexual Outlaw: A Documentary (1977), autobiografie About My Life and the Kept Woman (2008), literárních kritik a esejů. V roce 2018 vydal román Pablo!, který napsal ještě před Městem noci, koncem čtyřicátých let.